# Obererbach
Obererbach é um município localizada no distrito de Altenkirchen, na associação municipal de Verbandsgemeinde Altenkirchen, no estado da Renânia-Palatinado.

## População
| - 1815 – 138 - 1835 – 198 - 1871 – 258 - 1905 – 351 - 1939 – 446 - 1950 – 521 | - 1961 – 483 - 1965 – 539 - 1970 – 524 - 1975 – 521 - 1980 – 516 - 1985 – 509 | - 1987 – 457 - 1990 – 478 - 1995 – 518 - 2000 – 565 - 2005 – 573 |